# ТЕС Шувейхат S2
24°9′38″ пн. ш. 52°34′6″ зх. д. / 24.16056° пн. ш. 52.56833° зх. д.
ТЕС Шувейхат S2 – теплова електростанція на заході емірату Абу-Дабі (Об’єднані Арабські Емірати), розташована поблизу міста Рувайс.
Введена в експлуатацію у 2011 році, станція складається із двох енергоблоків загальною потужністю 1507 МВт. Кожен з них має дві газові турбіни Siemens SGT5-4000F потужністю по 250 МВт, які через відповідну кількість котлів-утилізаторів живлять одну парову турбіну SST5-6000IP.
Як паливо станція споживає природний газ, котрий подається по трубопроводу від Рувайса. 
Зв’язок із енергосистемою відбувається по ЛЕП, розрахованим на роботу під напругою 400 кВ та 132 кВ.
З електростанцією інтегрований завод із опріснення, який використовує отримане від ТЕС тепло для випаровування води. Він має 6 виробничих ліній загальною потужністю 454 млн літрів на добу, причому їх збірка відбувалась на виробничому майданчику компанії Doosan у Південній Кореї. Далі модулі розмірами 100,8х28,5х11,2 метра перевезли до місця призначення на спеціальних суднах для транспортування великогабаритних та великовагових вантажів. Три з них доправило судно Yuan Jing та по одному Dongbang Giant 2, YTC Hera і Posh Giant 1 (два останні відносяться до несамохідних, тому їх пересування забезпечували буксири). 
Проект реалізували через компанію Ruwais Power Company, учасниками якої є Abu Dhabi National Energy Company (TAQA, 54%), Abu Dhabi Water & Electricity Authority (ADWEA, 6%), французька GDF SUEZ (20%), а також японські Marubeni і Osaka Gas (по 10%).
Можливо також відзначити, що поряд працюють споруджені іншими консорціумами ТЕС Шувейхат S1 та ТЕС Шувейхат S3.